# Martin Luther King, Jr.
Martin Luther King Junior (Atlanta, 15. siječnja 1929. – Memphis 4. travnja 1968.), američki baptistički svećenik, aktivist za građanska prava i jedan od najvećih vođa za prava američkog crnačkog stanovništva. 

## Životopis
Martin Luther King Junior rođen je 15. siječnja 1929. godine u Atlanti, u saveznoj državi Georgiji kao drugo od troje djece velečasnog Michaela Kinga i Alberte King. Baka koja ga je obožavala te brat i sestra zvali su ga kratko M.L. Taj nadimak pratio ga je kroz cijelo djetinstvo. Ime je dobio po ocu. Otac mu je bio svećenik (kasnije i upravitelj banke) i samim tim zauzimao je važno mjesto u crnačkoj zajednici. Mladi Martin bio je bistar dječak, s pet godina učio je napamet odlomke iz Biblije. Martin junior krenuo je na koledž s 15 godina, tri godine ranije nego što je slučaj s njegovim vršnjacima. Pohađao je Morehouse koledž u Atlanti, jednu od najboljih visokih škola za crnce u Sjedinjenim Državama. Godine 1948. kada mu je bilo 19 godina stekao je diplomu iz sociologije i krenuo na studij bogoštovlja u sjemenište Crozer u saveznoj državi Pennsylvaniji. Diplomirao je kao najbolji u svome razredu, te je nastavio studij na Sveučilištu u Bostonu. Započeo je rad na doktoratu i upisao napredni tečaj iz filozofije religije - studirajući hinduizam, šintoizam i islam, jednako kao i kršćanstvo.
U Bostonu upoznaje i svoju buduću suprugu - Corettu Scott. I ona je, kao i on, došla s Juga. Odrasla je u crnačkoj zemljoradničkoj obitelji u Alabami. U Bostonu je pohađala studij glazbe na New England konzervatoriju. Vjenčao ih je Martinov otac 18. lipnja 1953. godine u Corettinu domu u Marionu. Martinovo prvo mjesto služenja bilo je u baptističkoj crkvi na aveniji Dexter u Montgomeriju u saveznoj državi Alabami. U rujnu 1954. godine kada se uselio u župni dvor crkve na aveniji Dexter bilo mu je tek 25 godina. U proljeće naredne godine stekao je doktorat teologije, a istog proljeća postaje otac. Rodila se Yolanda, prvo od četvero djece (Bunny, Dexter Scott, Martin III) Martina i Corette. Uvečer, 5. prosinca 1955. nakon govora održanog u crkvi na aveniji Dexter, a kao uvod u bojkot autobusa zbog slučaja Rose Parks Martin Luther King Junior postat će medijski poznat.
Njegov govor ujedinit će crnce i započeti pokret za građanska prava američkih crnaca. Od tada pa nadalje rasisti će ga obasipati uvredljivim i prijetećim pismima, redat će se anonimni telefonski pozivi. Bacit će mu bombu u kuću, ali samo zahvaljujući sreći njegova će obitelj preživjeti. U svom bijesu rasisti će spaliti crkvu na aveniji Dexter. Istovremeno policija će više puta bezrazložno pritvarati Martina. U siječnju 1957. osnovana je Konferencija južnjačkog kršćanskog vodstva (SCLC), a Martin Luther Junior proglašen je predsjednikom. Godinu dana kasnije (1958.) u New Yorku na promociji svoje knjige Korak prema slobodi jedna duševno oboljela srednjovječna crnkinja zarila mu je nož za otvaranje pisama u grudi. Iste godine podnosi ostavku u Baptističkoj crkvi avenije Dexter te s obitelji seli u Atlantu gdje je postao supastor, zajedno s ocem, u Eben-Haezerovoj baptističkoj crkvi. 
Bio je jedan od vođa Marša na Washington 1963., kada je izrekao svoj govor naslovljen "I Have A Dream". Slušalo ga je 250.000 ljudi. Genijalni govornik, protivio se ratu u Vijetnamu. Osim toga, u svojoj knjizi iz 1964., "Zašto ne možemo čekati", vlč. King objašnjava svoju ideju o davanju 50 miljardi dolara kroz 10 godina najugroženijim dijelovima crnačke zajednice. Jedan je od najmlađih dobitnika Nobelove nagrade za mir. Propovijedao je nenasilno nepokoravanje i građanski neposluh. Tijekom marševa koje je organizirao gađali su ga vrijeđali, i mrzili, ali on je ustrajao.
U listopadu 1964. godine prima Nobelovu nagradu za mir. Ubijen je 4. travnja 1968. hicem iz snajpera na balkonu hotelske sobe u Memphisu, u saveznoj državi Tennessee, u 39. godini života. Sahrani Martina Luthera Kinga Juniora prisustvovalo je preko 300.000 ljudi koji su mu došli odati posljednju počast. Na nadgrobnoj ploči njegova groba stoje riječi crnačke duhovne pjesme Napokon slobodan: 
Free at last, free at last, thank God almighty I'm free at last (Napokon slobodan, napokon slobodan, hvala ti svemoćni Bože, napokon sam slobodan).
Dana 4. travnja 1967. godine, točno godinu dana prije atentata kojim je ušutkan, održao je govor u New York Cityu gdje je napao politiku SAD-a u Viijetnamu, rekavši da su Amerikanci pobili oko milijun Vijetnamaca, većinom djece. To je drugi njegov govor po kojem ga pamte, a treći je onaj koji je održao dan prije smrti. Okupljenim ljudima je u govoru pod naslovom "Bio sam na vrhu planine" objasnio da mu je Bog pokazao Obećanu zemlju, te da iako on možda u nju neće doći, da Crnci kao narod hoće.
Rekao je da mu je sad najvažniji cilj ispuniti Božju volju. Sretan sam i ne bojim se nikoga jer sam vidio slavu i dolazak Gospodina."-rekao je Martin. Hitac je ispaljen u 18:01 poslije podne, a vođa je proglašen mrtvim u 19:05.
Iako je primio 20 počasnih doktorata, kao tužaljka je puštena njegova propovijed koju je izrekao 2 mjeseca prije smrti.
U njoj govori da je želio "nahraniti gladne, obući gole, i ljubiti čovječanstvo".Njegova dobra prijateljica Mahalia Jackson je po njegovoj vl. želji otpjevala njegovu najdražu pjesmu "Uzmi moju ruku, dragi Gospodine".1977. postumno je dobio priznanje koje se zove Predsjedničko odličje slobode, a 2004. dobio je Kongresnu zlatnu medalju. U Londonu u sklopu Westminsterske opatije postoji serija kipova koji predstavljaju mučenike 20. stoljeća. Uz njegov kip tu su i kipovi majke Elizabete od Rusije, Oscara Romera i kip koji predstavlja Dietrich Bonhoeffer.
U prosincu 1999. okončana je građanska parnica u kojoj je obitelj King tužila Lloyda Jowersa koji je 1968. bio vlasnik restorana u zgradi odakle je pucano na Kinga. Sud je zaključio da Martin Luther King Junior nije bio žrtva samotnog ubojice Jamesa Earla Raya, kako se do sada tvrdilo nego žrtva šire zavjere. Porota je odredila odštetu, ali samo simboličnih 100 američkih dolara koliko je tražila obitelj King od Jowersa. Naime, prije šest godina Jowers je izjavio kako je on nabavio oružje i za atentat unajmio Raya, a sve to po nalogu jednog mafijaškog šefa iz New Orleansa. Odvjetnik Kingovih izjavio je da nije samo mafija stajala iza atentata, nego su mafiju unajmili neki moćni ljudi iz vrha vlasti.

## Vanjske poveznice
- The King Center
- "Martin Luther King, Jr. Collection", Morehouse College, RWWL
- The Martin Luther King, Jr. Papers Project
- FBI file on Martin Luther King Jr.
- FBI letter sent MLK to convince him to kill himself Vox, 2015.
- Martin Luther King Jr.'s Nobel Peace Prize  Arhivirana inačica izvorne stranice od 24. svibnja 2014. (Wayback Machine), Civil Rights Digital Library